# Ольшки, Леонардо Самуэль
Леонардо Самуэль Ольшки (итал. Leo Olschki; 2 января 1861, Пиш, Варминско-Мазурское воеводство — 19 июня 1940, Женева) — немецкий, итальянский и швейцарский торговец антикварных книг, писатель и издатель книг, газет т журналов, в 1886 году основал издательство Casa Editrice Leo S. Olschki, базирующееся во Флоренции.

## Биография
Родился 2 января 1861 года в городе Йоханнисбурге, (Восточная Пруссия, современная Польша), в семье еврейских печатников.
Начал работать продавцом книг в Берлине в историческом книжном магазине Кальвари.
В 1886 году он основал в Вероне издательство, которое затем было перенесено в Венецию и Флоренцию (1897).
Получил известность как писатель, описавший старинное книгоиздательство.
Субсидировал газеты Giornale Dantesco и La Cultura.
Во время Первой мировой войны переехал в Швейцарию, так как имел немецкий паспорт, и был вынужден покинуть страну. В Женеве он основал издательство SALSO (от «Societé Anonime Leo S. Olschki»).
В 1920 году вернулся в Италию. За свою работу стал кавалером Большого креста итальянской короны.
В 1939 году, из-за фашистских законов, переехал в Швейцарию, где вскоре скончался.

## Семья
в Берлине и женился на Полине Розен (1862, Варшава — 1895, Венеция). У них было шестеро детей, в том числе романист Леонардо Ольшки (1885—1961). Сыновья Чезаре и Альдо продолжили издательский бизнес.

## Награды и премии
- Орден Короны Италии

## Публикации на русском языке
Ольшки Л. История научной литературы на новых языках:
- Том 1. Литература техники и прикладных наук от средних веков до эпохи Возрождения. Перевод с немецкого Ф. А. Коган-Бернштейн и П. С. Юшкевича. Предисловие С. Ф. Васильева. Москва, Ленинград: Гостехиздат, 1933.
- Том 2. Образование и наука в эпоху ренессанса в Италии. Перевод с немецкого Е. А. Косминского. Москва, Ленинград: Гостехиздат, 1934.
- Том 3. Галилей и его время. Москва, Ленинград: Гостехиздат, 1934. (Репринт: М.: МЦИФИ, 2000).